# پالات
پالات (به بلغاری: Palat) روستایی در بلغارستان است که در استان بلاگووگراد واقع شده‌است.